# Eucalyptus scoparia
Eucalyptus scoparia ist eine Pflanzenart innerhalb der Familie der Myrtengewächse (Myrtaceae). Sie kommt im äußersten Nordosten von New South Wales und im äußersten Südosten von Queensland, im Bereich der Great Dividing Range, vor und wird dort „Wallangarra White Gum“ oder „Willow Gum“ genannt.

## Beschreibung

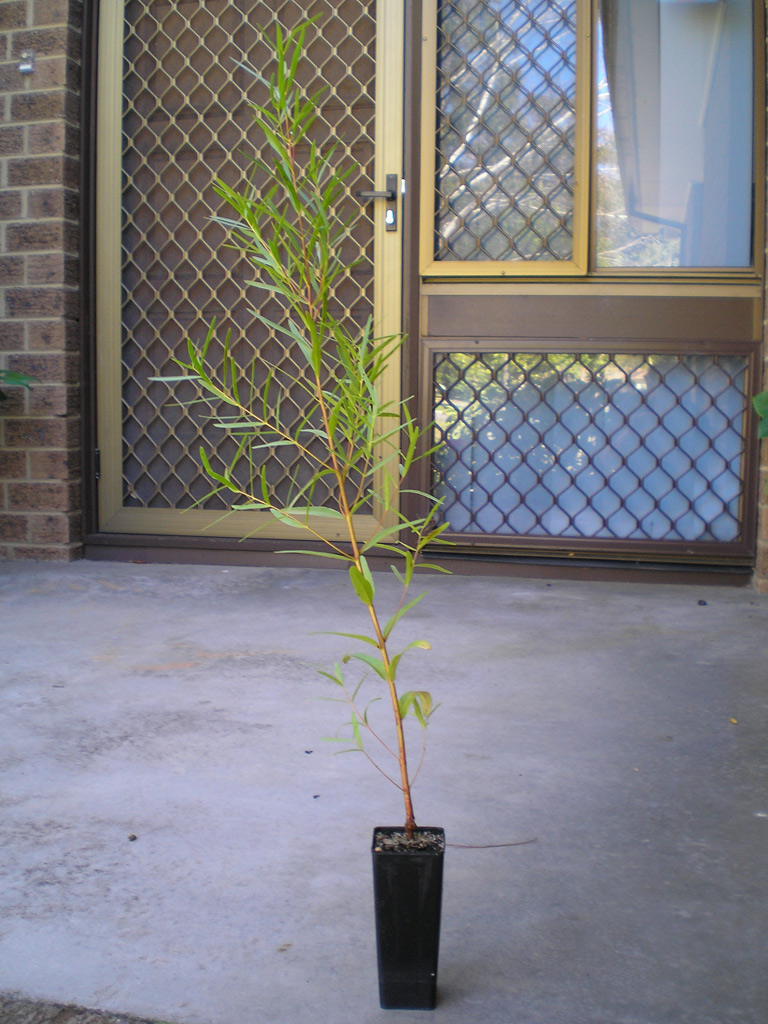
Jungpflanze

### Erscheinungsbild und Blatt
Eucalyptus scoparia wächst als Baum, der Wuchshöhen von bis über 20 Metern, selten bis über 30 Metern erreicht. Die Borke ist am gesamten Baum glatt und pulvrig weiß oder grau. Sowohl im Mark der jungen Zweige als auch in der Borke gibt es Öldrüsen. Der Stammdurchmesser erreicht über 1 Meter, selten über 2 Meter.
Bei Eucalyptus scoparia liegt Heterophyllie vor. Die Laubblätter an jungen und mittelalten Exemplaren sind sitzend; erst an erwachsenen Exemplaren sind sie in Blattstiel und Blattspreite gegliedert. An jungen Exemplaren sind die Laubblätter linealisch und glänzend grün. An mittelalten Exemplaren gegenständigen Laubblätter ei- bis kreisförmig, gerade, ganzrandig und matt grau-grün. Die Blattstiele an erwachsenen Exemplaren sind schmal abgeflacht oder kanalförmig. Die auf Ober- und Unterseite gleichfarbig glänzend grüne oder matt grüne Blattspreite an erwachsenen Exemplaren ist bei einer Länge von bis 15 cm und einer Breite von etwa 1 cm linealisch bis schmal-lanzettlich, relativ dünn, sichelförmig gebogen, verjüngt sich zur Spreitenbasis hin und besitzt ein spitzes oder zugespitztes oberes Ende. Die kaum sichtbaren Seitennerven gehen in einem sehr spitzen Winkel vom Mittelnerv ab. Die Keimblätter (Kotyledone) sind verkehrt nierenförmig.

### Blütenstand, Blüte und Frucht
Seitenständig an einem bei einer Länge von 5 bis 10 mm und einer Breite von bis zu 3 mm im Querschnitt schmal abgeflachten oder kantigen Blütenstandsschaft stehen in einem einfachen Blütenstand etwa sieben Blüten zusammen. Die Blütenknospen sind bei einer Länge von 4 bis 5 mm und einem Durchmesser von 1,5 bis 2 mm eiförmig oder zylindrisch und nicht blaugrün bemehlt oder bereift. Die Kelchblätter bilden eine Calyptra, die früh abfällt. Die glatte Calyptra ist konisch, so lang und so breit wie der glatte Blütenbecher (Hypanthium). Die Blüten sind weiß oder cremeweiß.
Die Frucht ist bei einer Länge von 5 bis 7 mm und einem Durchmesser von 5 bis 8 mm eiförmig. Der Diskus ist angehoben, die Fruchtfächer stehen heraus.

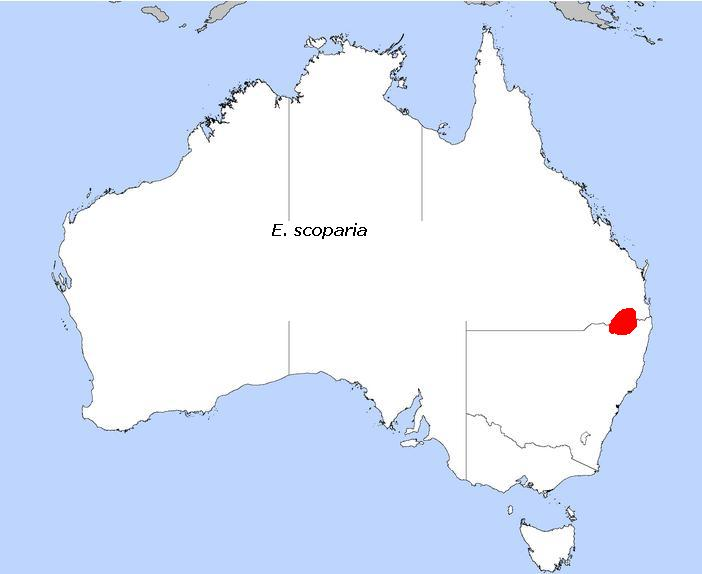
Verbreitungsgebiet

## Vorkommen und Gefährdung
Das natürliche Verbreitungsgebiet von Eucalyptus scoparia ist die Great Dividing Range im äußersten Nordosten von New South Wales und im angrenzenden äußersten Südosten von Queensland.
Eucalyptus scoparia ist in New South Wales als „endangered“ = „stark gefährdet“ eingestuft.

## Taxonomie
Die Erstbeschreibung von Eucalyptus scoparia erfolgte 1905 durch Joseph Maiden unter dem Titel Miscellanous Notes (chiefly Taxonomic) on Eucalyptus in Proceedings of the Linnean Society of New South Wales, Volume 29, Issue 4, S. 777. Das Typusmaterial weist die Beschriftung „On the tops of the highest hills (ca. 4000 ft.) in fissures of granite rocks around Wallangarra, occuring on both sides of the New South Wales – Queensland border (J.L.Boorman; July 1904)“ auf.